# Gymnokalycium

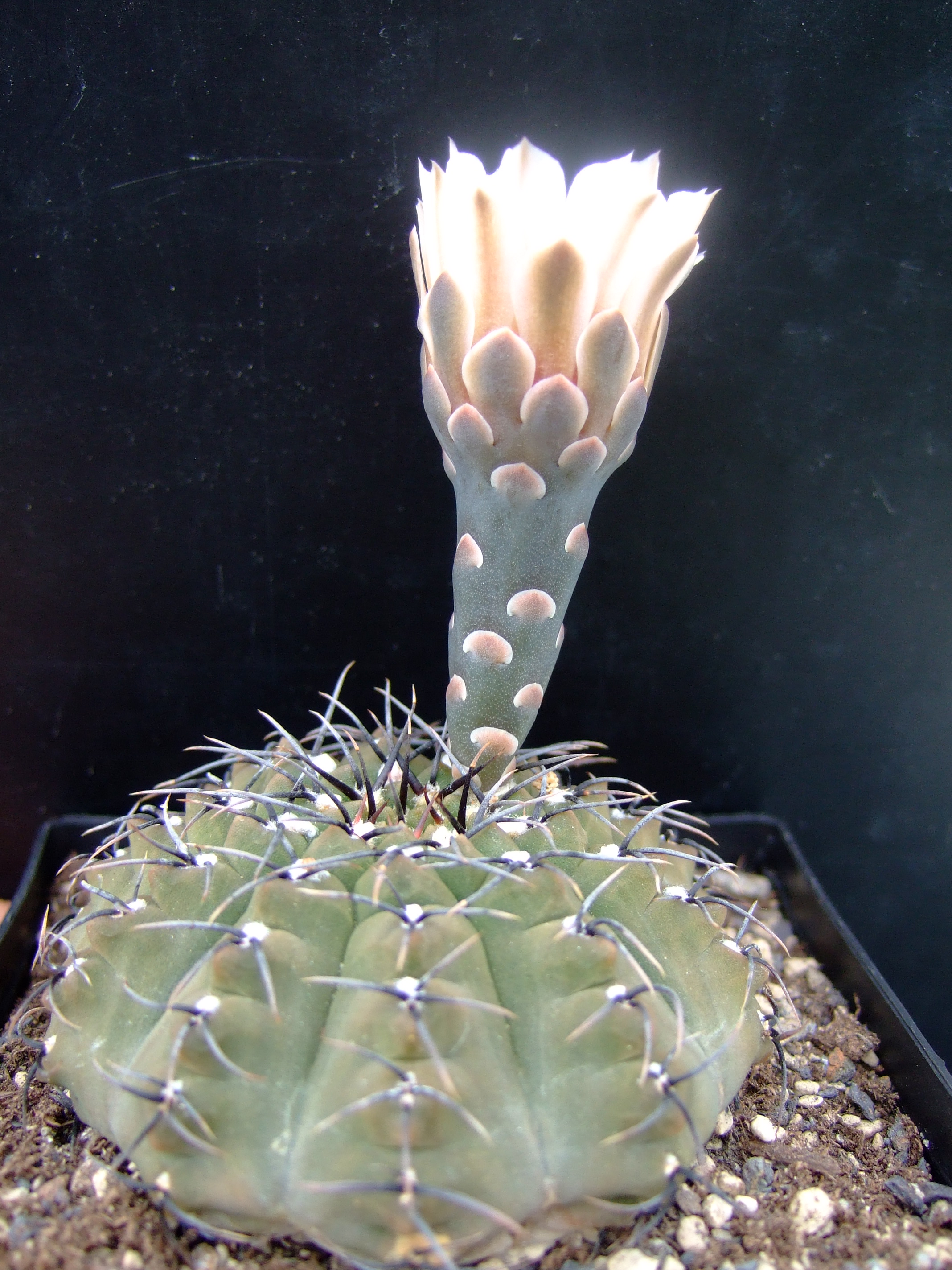
Gymnocalycium stellatum

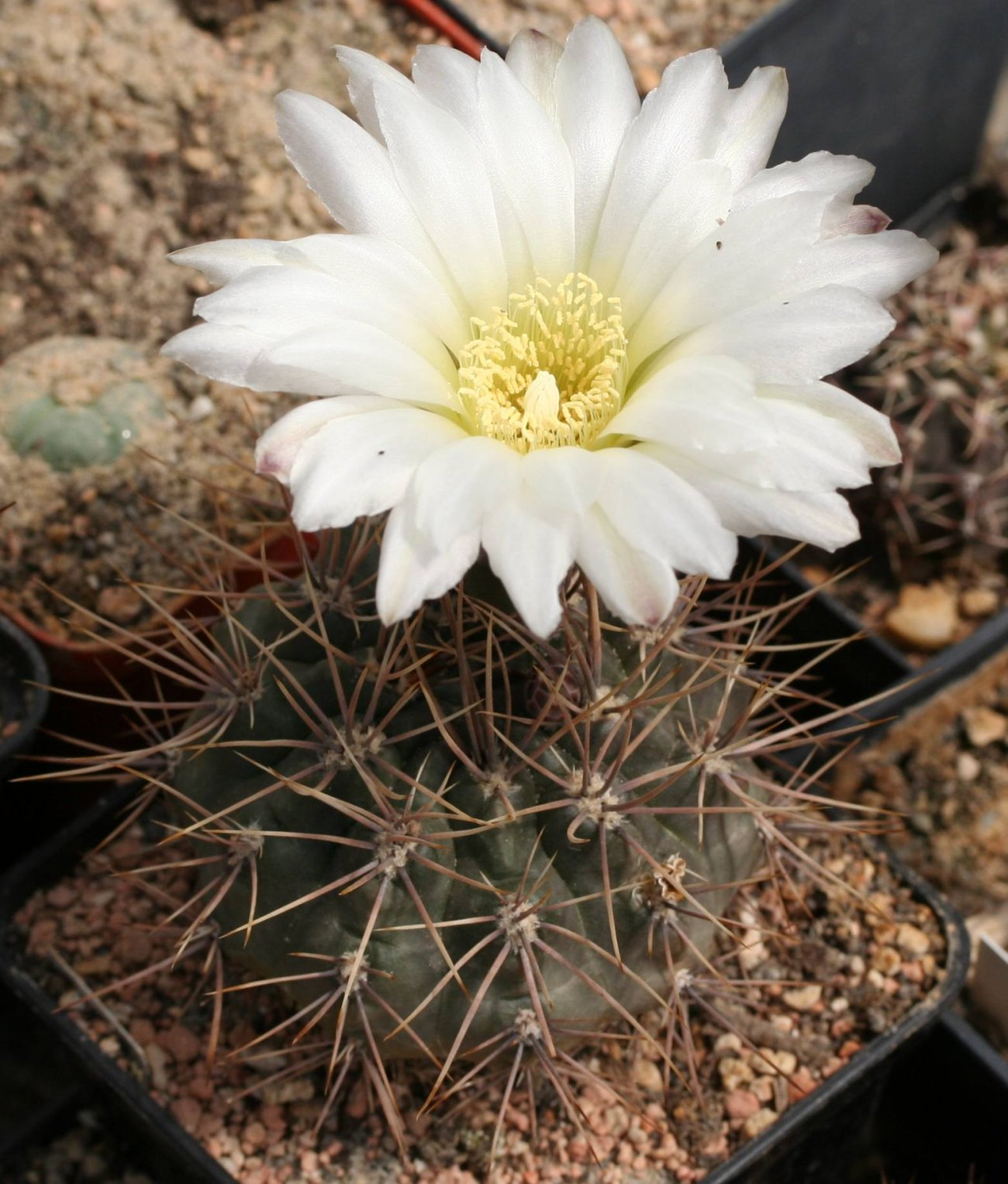
Gymnocalycium gibbosum

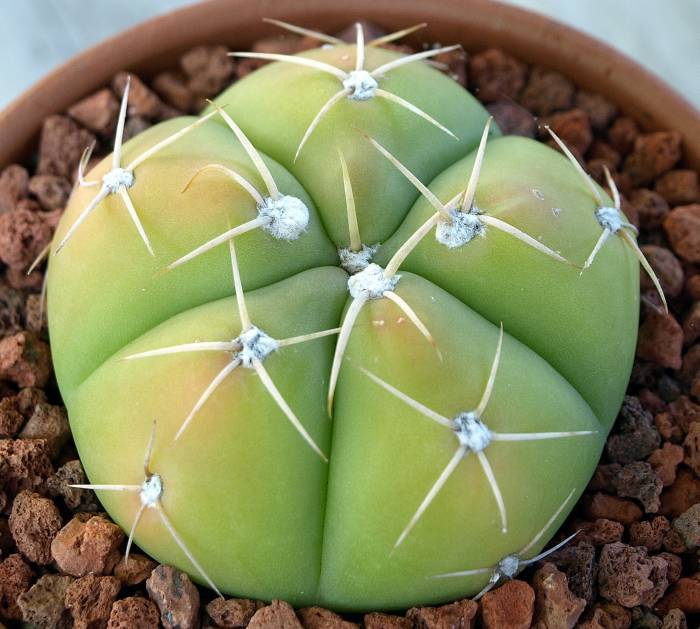
Gymnocalycium horstii

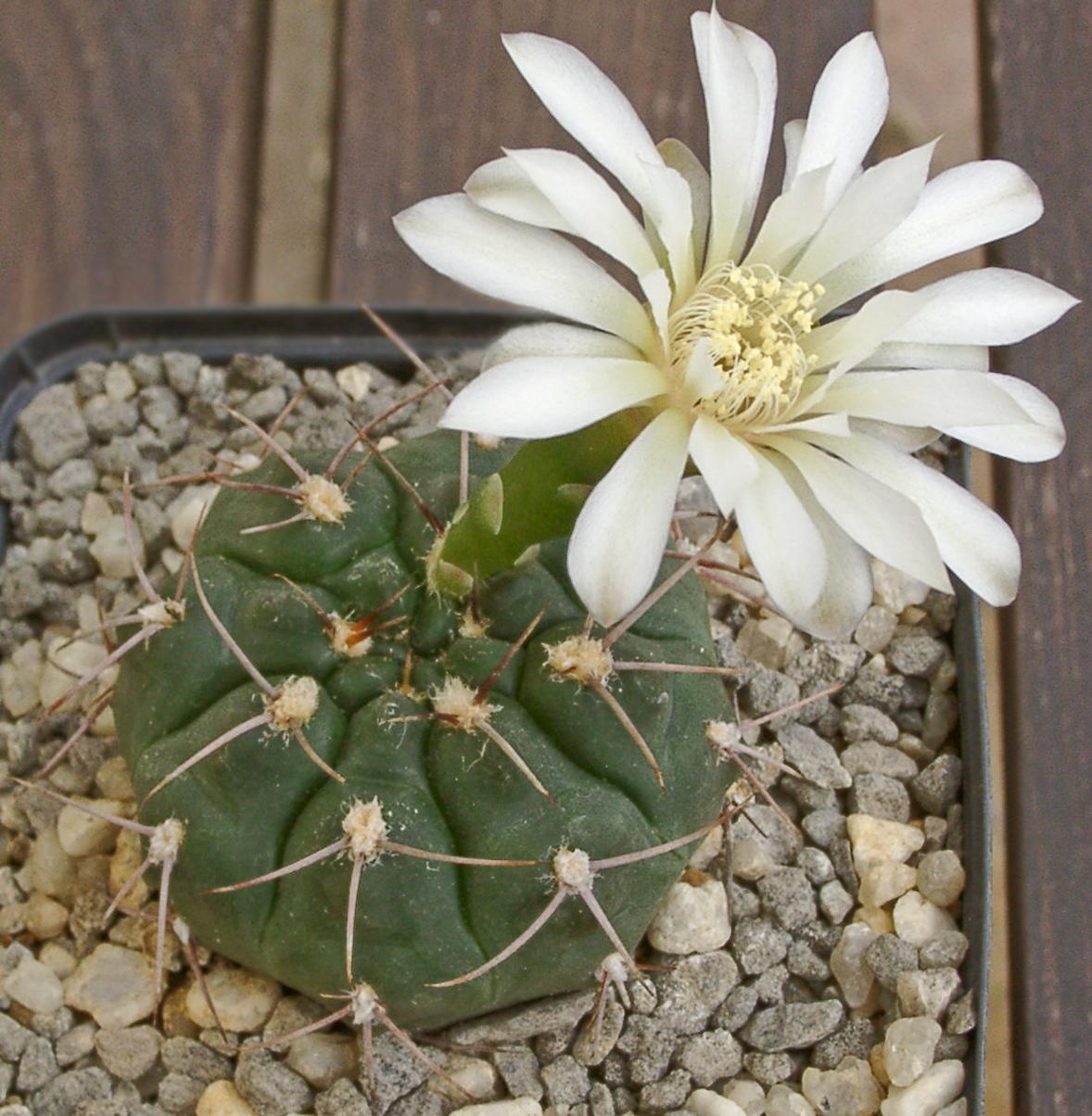
Gymnocalycium ochoterenae

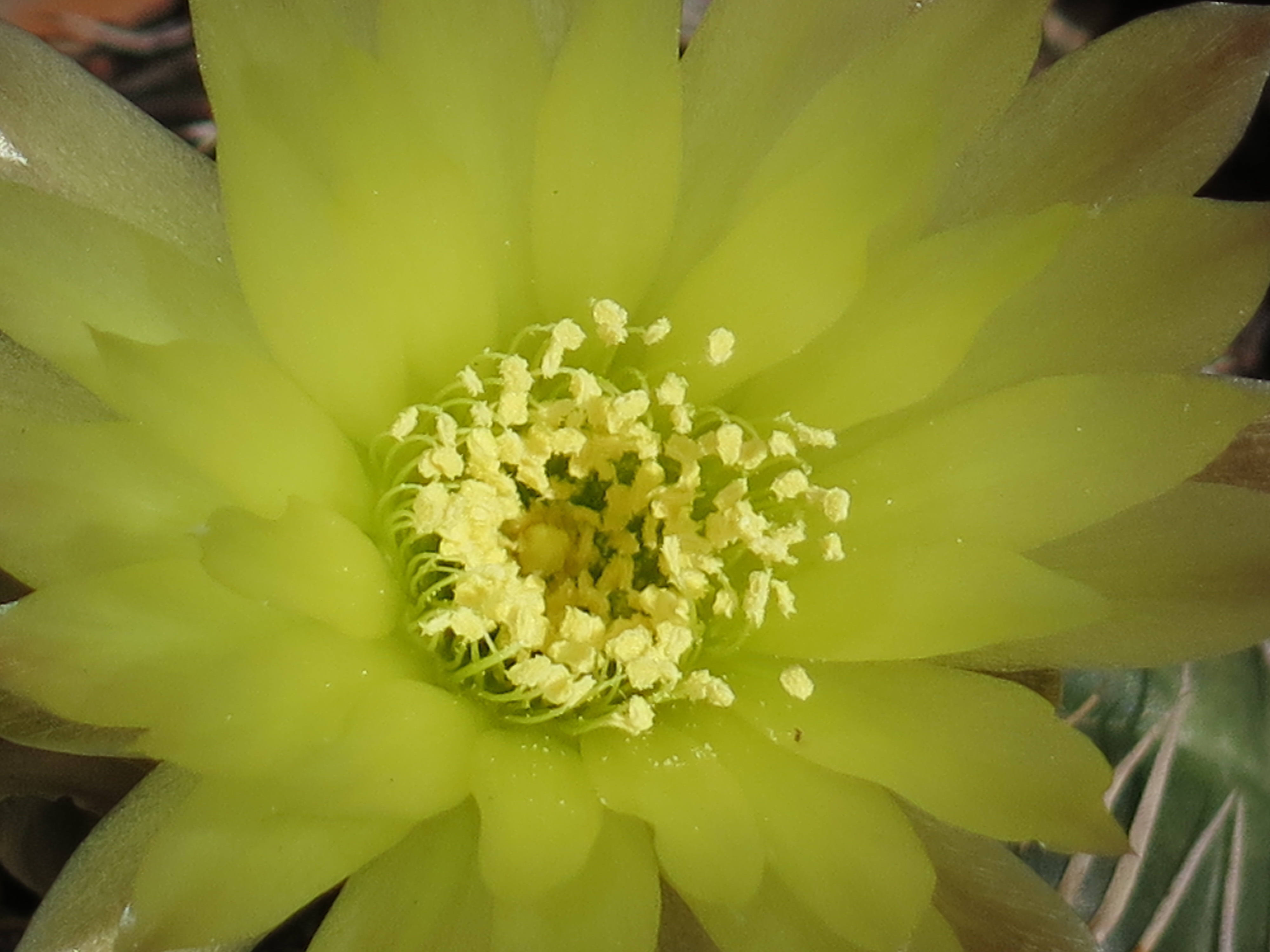
Gymnocalycium leeanum

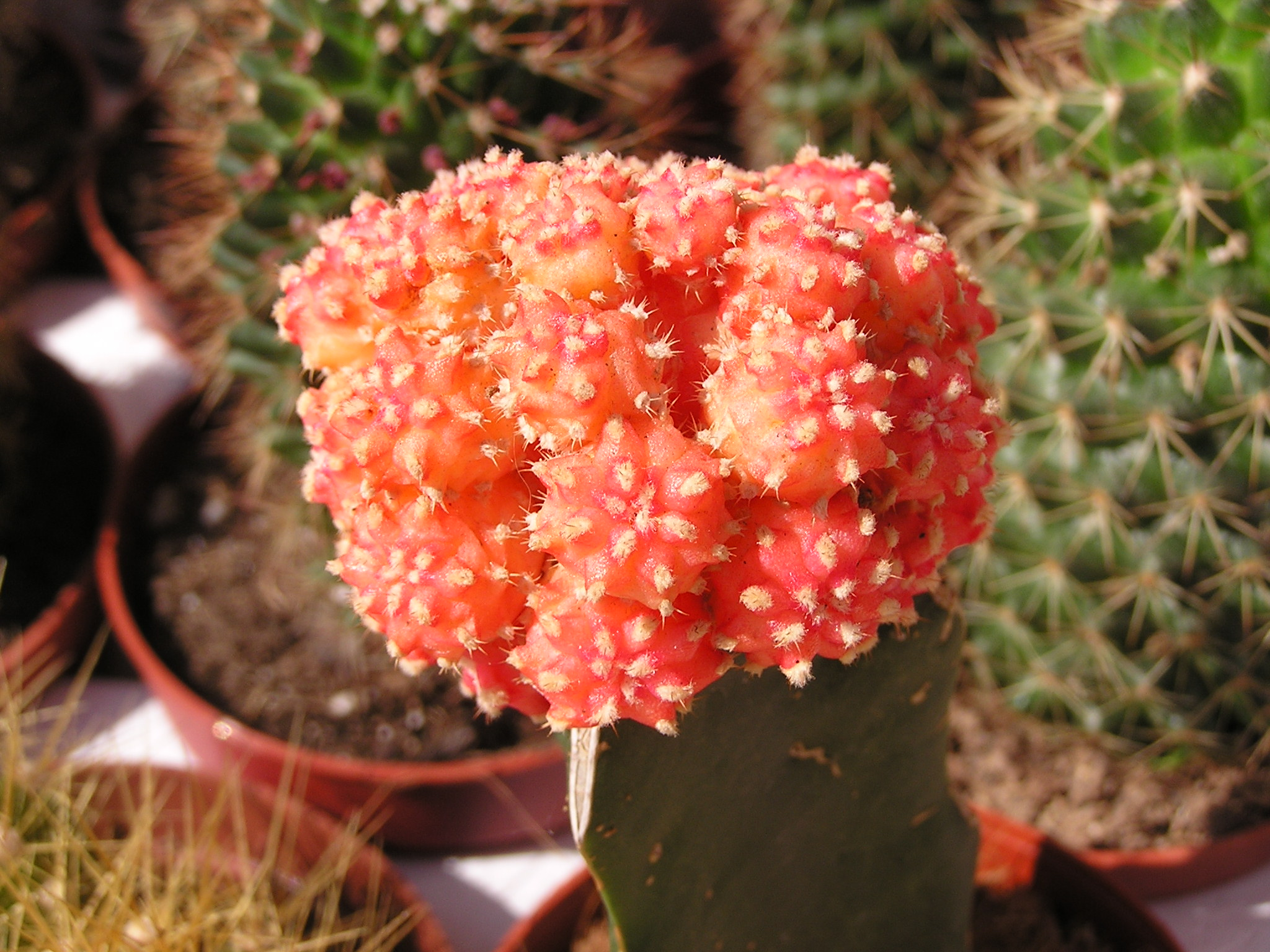
Gymnocalycium mihanovichii forma rubra

Gymnokalycium (Gymnocalycium Pfeiff.) – rodzaj roślin obejmujący około 70 gatunków z rodziny kaktusowatych. Gatunkiem typowym jest G. gibbosum (Haworth) L. Mittler (Cactus gibbosus Haworth). Nazwa pochodzi od dwóch wyrazów: greckiego gymnos (nagi) oraz łacińskiego calix (kielich). Występują one na obszarze Ameryki Południowej. Przedstawiciele tego rodzaju można spotkać w Argentynie, Urugwaju, Paragwaju, Boliwii i częściowo w Brazylii. W Polsce niektóre gatunki są uprawiane jako rośliny doniczkowe.

## Morfologia
Są to sukulenty małych rozmiarów. Osiągają rozmiar około 4–15 cm. Kwiaty wyrastają w pobliżu wierzchołka i mają zróżnicowane barwy: od białej i żółtej, przez różową do purpurowej. Rurka kwiatowa pokryta jest łuskami, nie ma cierni i włosków.

## Systematyka
Pozycja systematyczna według APweb (aktualizowany system APG III z 2009)
Należy do rodziny kaktusowatych (Cactaceae) Juss., która jest jednym z kladów w obrębie rzędu goździkowców (Caryophyllales)  i klasy roślin okrytonasiennych. W obrębie kaktusowatych należy do plemienia Trichocereeae, podrodziny Cactoideae.
Pozycja w systemie Reveala (1993-1999)
Gromada okrytonasienne (Magnoliophyta Cronquist), podgromada Magnoliophytina Frohne & U. Jensen ex Reveal, klasa Rosopsida Batsch, podklasa goździkowe (Caryophyllidae Takht.), nadrząd  Caryophyllanae Takht.,  rząd goździkowce (Caryophyllales Perleb), podrząd Cactineae Bessey in C.K. Adams, rodzina kaktusowate (Cactaceae Juss.), rodzaj Gymnocalycium Pfeiff.
Gatunki (wybór)
- Gymnocalycium alboareolatum  Rausch
- Gymnocalycium amerhauseri  H.Till
- Gymnocalycium andreae (Boed.) Backeb. & F.M.Knuth
- Gymnocalycium anisitsii  (K.Schum.) Britton & Rose
- Gymnocalycium baldianum (Speg.) Speg.
- Gymnocalycium bayrianum Till ex H.Till
- Gymnocalycium bodenbenderianum (Hosseus ex A.Berger) A.Berger
- Gymnocalycium bruchii (Speg.) Hosseus
- Gymnocalycium calochlorum (Boed.) Y.Itô
- Gymnocalycium capillense (Schick) Hosseus
- Gymnocalycium castellanosii Backeb.
- Gymnocalycium chacoense Amerh.
- Gymnocalycium chiquitanum Cárdenas
- Gymnocalycium coloradense F.Berger
- Gymnocalycium denudatum (Link & Otto) Pfeiff. ex Mittler ]
- Gymnocalycium dubniorum Halda & Milt
- Gymnocalycium erinaceum J.G.Lamb.
- Gymnocalycium erolesii Neuhuber & C.A.L.Bercht
- Gymnocalycium eurypleurum F.Ritter
- Gymnocalycium eytianum Cárdenas
- Gymnocalycium fischeri Halda & al.
- Gymnocalycium frankianum Rausch ex H.Till & Amerh.
- Gymnocalycium gaponii Neuhuber
- Gymnocalycium gibbosum (Haw.) Pfeiff. ex Mittler
- Gymnocalycium horstii Buining
- Gymnocalycium hossei (F.Haage) A.Berger
- Gymnocalycium hybopleurum (K.Schum.) Backeb.
- Gymnocalycium hyptiacanthum  (Lem.) Britton & Rose
- Gymnocalycium intertextum Backeb. ex H.Till
- Gymnocalycium jochumii Neuhuber
- Gymnocalycium kieslingii O.Ferrari
- Gymnocalycium kroenleinii  R.Kiesling, Rausch & O.Ferrari
- Gymnocalycium kuehhasii Neuhuber & R.Sperling
- Gymnocalycium leptanthum  (Speg.) Speg.
- Gymnocalycium marsoneri Fric ex Y.Itô
- Gymnocalycium mazanense (Backeb.) Backeb.
- Gymnocalycium mesopotamicum R.Kiesling
- Gymnocalycium mihanovichii  (Fric ex Gürke) Britton & Rose
- Gymnocalycium miltii Halda, Kupcák, Lukasik & Sladk.
- Gymnocalycium monvillei (Lem.) Pfeiff. ex Britton & Rose
- Gymnocalycium mostii (Gürke) Britton & Rose
- Gymnocalycium mucidum Oehme
- Gymnocalycium nataliae Neuhuber
- Gymnocalycium neuhuberi H.Till & W.Till
- Gymnocalycium ochoterenae Backeb.
- Gymnocalycium oenanthemum Backeb.
- Gymnocalycium paediophilum F.Ritter
- Gymnocalycium papschii H.Till
- Gymnocalycium paraguayense (K.Schum.) Hosseus
- Gymnocalycium parvulum (Speg.) Speg.
- Gymnocalycium pediophylum Schütz
- Gymnocalycium pflanzii (Vaupel) Werderm.
- Gymnocalycium platense (Speg.) Britton & Rose
- Gymnocalycium poeschlii Neuhuber
- Gymnocalycium pugionacanthum Backeb. ex H.Till
- Gymnocalycium quehlianum (F.Haage ex Quehl) Vaupel ex Hosseus
- Gymnocalycium ragonesei  A.Cast.
- Gymnocalycium raineri H.Till
- Gymnocalycium rauschii H.Till & W.Till
- Gymnocalycium reductum (Link) Pfeiff. & Otto
- Gymnocalycium riteranum Rausch
- Gymnocalycium ritterianum Rausch
- Gymnocalycium robustum R.Kiesling, O.Ferrari & Metzing
- Gymnocalycium rosae  H.Till
- Gymnocalycium saglionis (Cels) Britton & Rose
- Gymnocalycium schickendantzii (F.A.C.Weber) Britton & Rose
- Gymnocalycium schroederianum Osten
- Gymnocalycium spegazzinii Britton & Rose
- Gymnocalycium stenopleurum F.Ritter
- Gymnocalycium striglianum Jeggle ex H.Till
- Gymnocalycium stuckertii (Speg.) Britton & Rose
- Gymnocalycium taningaense Piltz
- Gymnocalycium uebelmannianum Rausch
- Gymnocalycium walteri H.Till